# David Fleurival
David Fleurival, né le 19 février 1984 à Vitry-sur-Seine (Val-de-Marne), est un footballeur français. Il joue au poste de milieu de terrain.

## Biographie
D'ascendance guadeloupéenne, il a été formé au Tours FC. Sélectionné dans l'équipe de Guadeloupe, il arrive en demi-finale de la Gold Cup 2007 en juin. 
Le 4 juillet 2007, il signe un contrat de deux ans avec le Boavista Futebol Clube. Alors que le club des Panthères finit 9e, il est relégué en Liga de Honra à cause du scandale des matchs arrangés de 2003. Il résilie son contrat pour des impayés de salaire et décide de s'engager pour 2 saisons (avec option pour une année supplémentaire) avec le club de RAEC Mons en Jupiler League. Il y retrouve Cédric Collet, qu'il a connu au Tours FC.
En juillet 2009, il signe à LB Châteauroux avec un contrat de deux ans. Un an plus tard, il rejoint le FC Metz où il retrouve son ancien entraîneur de la Berrichonne Dominique Bijotat.

## Palmarès
- Championnat de France National :
  - Vice-champion en 2006 (Tours FC).
- Gold Cup :
  - Demi-finaliste en 2007 (5 matchs, 1 but).
- Gold Cup :
  - Quart de finaliste en 2010 (4matchs, 1 but).
  - Champion 2015-2016 Championnat de Belgique Proximus league (D2).